# Gluviopsis rufescens pygmaea
Gluviopsis rufescens pygmaea es una especie de arácnido  del orden Solifugae de la familia Daesiidae.

## Distribución geográfica
Se encuentra en Yibuti.